# Salsola canescens
Salsola canescens är en amarantväxtart som först beskrevs av Horace Bénédict Alfred Moquin-Tandon, och fick sitt nu gällande namn av Pierre Edmond Boissier. Salsola canescens ingår i släktet sodaörter, och familjen amarantväxter. Utöver nominatformen finns också underarten S. c. glabriuscula.